# 斯特罗皮亚纳
斯特罗皮亚纳（義大利語：Stroppiana），是意大利韦尔切利省的一个市镇。总面积18平方公里，人口1245人，人口密度69.2人/平方公里（2009年）。ISTAT代码为002142。